# خايمي لازكانو
```
خايمي لازكانو إسكولا
 (30 ديسمبر 1909 
–
 1 يونيو 1983) ، لاعب كرة قدم إسباني لعب كلاعب 
وسط
 
لريال مدريد
 
وأتلتيكو مدريد
 
وإسبانيا
 خلال عشرينيات وثلاثينيات القرن العشرين. سجل أول هدف في 
الدوري الأسباني
 لريال مدريد في 10 فبراير 1929.
[
1
]
[
2
]
[
3
]
```

## الألقاب
ريال مدريد
- الدوري الإسباني : 2
  - 1931–32، 1932–33
- كأس ملك إسبانيا : 1
  - 1933–34

## روابط خارجية
- خايمي لازكانو على موقع قاعدة بيانات كرة القدم.إي يو (الإنجليزية)
- خايمي لازكانو على موقع ناشيونال فوتبول تيمز (الإنجليزية)

- خايمي لازكانو على BDFutbol
- باللغة الإسبانية Futbol Factory profile على موقع واي باك مشين (نسخة محفوظة September 28, 2007)